# Sitticus barsakelmes
Sitticus barsakelmes là một loài nhện trong họ Salticidae.
Loài này thuộc chi Sitticus. Sitticus barsakelmes được Dmitri Viktorovich Logunov & Rakov miêu tả năm 1998.